# Patinatge de velocitat als Jocs Olímpics d'hivern de 1936 - 1.500 metres masculins
Als Jocs Olímpics d'Hivern de 1936 celebrats a la ciutat de Garmisch-Partenkirchen (Alemanya) es realitzà una prova de patinatge de velocitat sobre gel en una distància de 1.500 metres que formà part del programa oficial de patinatge de velocitat als Jocs Olímpics d'hivern de 1936. La prova es disputà el dia 13 de febrer de 1936 a l'Olympia Skistadion.

## Comitès participants
Hi participaren un total de 37 patinadors de 15 comitès nacionals diferents.
| - Alemanya (2) - Austràlia (1) - Àustria (4) - Bèlgica (2) - Canadà (1) - Estats Units (4) - Estònia (1) - Finlàndia (4) |  | - Hongria (1) - Japó (4) - Letònia (2) - Països Baixos (4) - Noruega (4) - Suècia (1) - Txecoslovàquia (2) |

## Resum de medalles
| Or                | Argent          | Bronze          |
| Charles Mathiesen | Ivar Ballangrud | Birger Wasenius |

## Resultats
| Posició | Patinador           | Temps  |
| ------- | ------------------- | ------ |
| 1       | Charles Mathiesen   | 2:19.2 |
| 2       | Ivar Ballangrud     | 2:20.2 |
| 3       | Birger Wasenius     | 2:20.9 |
| 4       | Leo Freisinger      | 2:21.3 |
| 5       | Max Stiepl          | 2:21.6 |
| 6       | Karl Wazulek        | 2:22.2 |
| 7       | Harry Haraldsen     | 2:22.4 |
| 8       | Hans Engnestangen   | 2:23.0 |
| 9       | Ossi Blomqvist      | 2:23.2 |
| 9       | Antero Ojala        | 2:23.2 |
| 9       | Dolf van der Scheer | 2:23.2 |
| 12      | Karl Leban          | 2:24.3 |
| 12      | Eddie Schroeder     | 2:24.3 |
| 14      | Jan Langedijk       | 2:24.6 |
| 15      | Seien Kin           | 2:25.0 |
| 16      | Willy Sandner       | 2:25.3 |
| 17      | Robert Petersen     | 2:25.4 |
| 18      | Alfons Bērziņš      | 2:25.8 |
| 19      | Shozo Ishihara      | 2:26.7 |
| 20      | Lou Dijkstra        | 2:27.2 |
| 20      | Åke Ekman           | 2:27.2 |
| 22      | Aleksander Mitt     | 2:27.8 |
| 23      | Jānis Andriksons    | 2:28.9 |
| 23      | Seitoku Ri          | 2:28.9 |
| 25      | Ferdinand Preindl   | 2:29.0 |
| 25      | László Hidvéghy     | 2:29.0 |
| 27      | Heinz Sames         | 2:29.3 |
| 28      | Yasuo Kawamura      | 2:29.6 |
| 29      | Axel Johansson      | 2:29.9 |
| 30      | Roelof Koops        | 2:30.0 |
| 31      | Jaroslav Turnovský  | 2:30.5 |
| 32      | Allan Potts         | 2:31.2 |
| 33      | Kenneth Kennedy     | 2:31.8 |
| 34      | Thomas White        | 2:34.2 |
| 35      | Oldřich Hanč        | 2:57.8 |
| 36      | James Graeffe       | 3:00.5 |
| 37      | Charles De Ligne    | 3:21.9 |

Charles Mathiesen amb un temps de 2:19.2 establí un nou rècord olímpic.